# Anabarilius liui
Anabarilius liui és una espècie de peix cipriniforme de la família dels ciprínids, endèmic de la Xina.
Els adults poden assolir els 27,3 cm de longitud total.

## Subespècies
- Anabarilius liui chenghaiensis (He, 1984)
- Anabarilius liui liui (Chang, 1944)
- Anabarilius liui yalongensis (Li & Chen, 2003)
- Anabarilius liui yiliangensis (He & Liu, 1983)[3]